# NovaThor
NovaThor est une plateforme de System on Chips (SoC) et de modems intégrée pour les smartphones et tablettes développée par ST-Ericsson, une coentreprise entre Ericsson et STMicroelectronics créée le 3 février 2009. ST-Ericsson vend aussi les SoCs (Nova) et les modems (Thor) indépendamment.
La plupart des produits à base de NovaThor utilisent Android. Le 2 novembre 2011, Nokia annonça que les SoC NovaThor seront utilisés dans les futurs smartphones sous Windows Phone, ce qui représente une divergence par rapport à l'habitude d'utiliser des SoC Snapdragon de Qualcomm.
Le 28 février 2012, ST-Ericsson annonça qu'ils passeraient à une technologie Silicium sur isolant pour leurs prochains produits afin de réduire la consommation électrique. Par exemple, ils ont annoncé que le SoC L8540 consommerait 35 % en moins avec cette technologie.

## Liste de SoC Nova et NovaThor
| Modèle         | Fabrication | Jeu d'instruction | CPU                                     | GPU                       | Technologie mémoire  | Technologie sans-fil                                          | Disponibilité | Téléphones |
| -------------- | ----------- | ----------------- | --------------------------------------- | ------------------------- | -------------------- | ------------------------------------------------------------- | ------------- | --- |
| NovaThor U8500 | 45 nm       | ARMv7             | 1 GHz Dual-core ARM Cortex-A9 MPCore    | ARM Mali 400 (Dual-core)  | LP-DDR2              | HSPA                                                          | 2011          | Sony Xperia P, Sony Xperia U, Sony Xperia Sola, Sony Xperia go, Samsung Galaxy Ace 2, Samsung Galaxy Beam, Samsung Galaxy S Advance, Ontim WP8500, Yulong Coolpad CP7728,Motorola XT760 Shanda Bambook, Samsung Galaxy S III Mini... (Liste complète ici cliquez sur le bouton "Browse all devices based on NovaThor U8500") |
| NovaThor U9500 | 45 nm       | ARMv7             | 1 GHz Dual-core ARM Cortex-A9 MPCore    | ARM Mali 400 (Dual-core)  | LP-DDR2              | GSM/EDGE, WCDMA/HSPA+ (HSDPA 21 Mbit/s, HSUPA 5.76 Mbit/s)    | 2011          | HTC Sensation Z710T |
| Nova A9500     | 45 nm       | ARMv7             | 1.2 GHz dual-core ARM Cortex-A9 MPCore  | ARM Mali 400 (Dual-core)  | LP-DDR2              | None                                                          | 2011          | HTC Sensation Z710T (China), Lenovo LePhone S899t |
| Nova A9540     | 32 nm       | ARMv7             | 1.85 GHz dual-core ARM Cortex-A9 MPCore | PowerVR SGX 544           | Dual-channel LP-DDR2 | None                                                          | 2012          | |
| NovaThor L9540 | 32 nm       | ARMv7             | 1.85 GHz dual-core ARM Cortex-A9 MPCore | PowerVR SGX 544           | Dual-channel LP-DDR2 | LTE FDD/TDD, HSPA+, TD-SCDMA, EDGE (modem Thor M7400 externe) | 2013          | |
| NovaThor L8540 | 32 nm       | ARMv7             | 1.85 GHz dual-core ARM Cortex-A9 MPCore | PowerVR SGX 544 à 500 MHz | Dual-channel LP-DDR2 | LTE FDD/TDD, HSPA+, TD-SCDMA, EDGE (modem intégré)            | 2013          | |
| Nova A9600     | 28 nm       | ARMv7             | 2.5 GHz dual-core ARM Cortex-A15 MPCore | PowerVR Series6 (Rogue)   |                      | None                                                          | 2013          | |